# オデッタ
オデッタ・ホームズ（Odetta Holmes、1930年12月31日 - 2008年12月2日）は、アフリカ系アメリカ人のフォーク歌手、女優、ギタリスト、作詞作曲家および人権運動家である。しばしば「The Voice of the Civil Rights Movement」と呼ばれた。日本では、オデッタ・ゴードンという名前でも知られている。

## 人物
オデッタはアラバマ州バーミングハムで生まれ、カリフォルニア州ロサンゼルスで幼少期を過ごした。
ロサンゼルス・シティー・カレッジで音楽を勉強した。13歳からのオペラのトレーニングをした。1944年、ハリウッドでエルザ・ランチェスターらとミュージカルのアンサンブル・メンバーとして4年間働いた。1949年にはミュージカル『フィニアンの虹』の全米公演に参加している。
『フィニアンの虹』のツアーで、オデッタ曰く「サンフランシスコで若手のバラード歌手グループと親しくなって」1950年以降はフォークソングを歌うようになった。そして、ニューヨークやサンフランシスコなどアメリカ中のナイトクラブで演奏し、オデッタは有名になっていった。そして、ラリー・モーアという歌手とフォークデュオ「オデッタ&ラリー」を結成し、1954年にファンタジー・レコードからレコードを出した。
その後はソロ歌手としてキャリアを積み、アルバム『シングス・バラード・アンド・ブルース』（1956年）、『At the Gate of Horn』（1957年）を発表、1963年の『Odetta Sings Folk Songs』はその年最も売れたフォーク・アルバムとなった。1959年には、全米で放送されたテレビ番組『Tonight With Belafonte』に出演し、オデッタは「ウオーター・ボーイ」(Waterboy) を歌い、さらにハリー・ベラフォンテと「バケツに穴が」(There's A Hole In My Bucket) をデュエットで歌った。
1961年にマーティン・ルーサー・キング・ジュニアがオデッタを「アメリカン・フォークミュージックの女王」と呼んだ。同年、ハリー・ベラフォンテとの「バケツに穴が」が全英シングルチャートで32位を記録した。さらに、1963年のワシントン大行進で「O Freedom」を歌っている。オデッタは人種差別撤廃の市民運動には「非常に大きな私的活動の1つ」として関与している。
オデッタは音楽の範囲を広げてソロからバンドへ転換してジャズのスタイルに近づき、『Odetta and the Blues』（1962年）、『Odetta』（1967年）を発表した。1968年にはウディ・ガスリー・メモリアル・コンサートで印象的な演奏を行った。
音楽活動と並行して映画への出演も行っており、『Cinerama Holiday』（1955年）やウィリアム・フォークナー原作の『サンクチュアリ (フォークナー)』（1961年）、『ミス・ジェーン・ピットマン物語』（1974年）に出演している。
1976年にはオペラ「喜びあれ、アメリカ」(Be Glad Then America) に出演した。
その後、オデッタは1977年から1997年までの20年間で、アルバムを2枚しか発表しなかった（『Movin' It On』、『Christmas Spirituals』）。
1998年から積極的に音楽活動を再開し、友人のエラ・フィッツジェラルドに捧げた『To Ella』（1998年）、グラミー賞ベスト・トラディショナル・ブルース・アルバムにノミネートされた『Blues Everywhere I Go』（1999年）、レッドベリーをカバーした『Looking for a Home』（2001年）、再度グラミー賞にノミネートされた『Gonna Let It Shine』（2005年）を発表した。
1999年9月29日、ビル・クリントン大統領よりオデッタに文化功労賞ともいえる“National Medal of Art”を授与された。2005年にはアメリカ議会図書館より“Living Legend Award”（生きた伝説賞）を授与された。
2008年夏、77歳にてオデッタは北米ツアーを始め、車いすで歌った。最後の大きなコンサートは同年10月4日のサンフランシスコのゴールデン・ゲート・パークでのフェスティバルへの出演だった。10月25日にトロントでの演奏が最後の演奏である。
2008年11月、オデッタは体調を崩し、ニューヨークの病院で治療を受け始めた。2009年1月20日のバラク・オバマ大統領の就任式で演奏することをオデッタは願っていたが、2008年12月2日はニューヨークで死去した。
2009年2月、ニューヨークでオデッタの追悼式が行われた。マヤ・アンジェロウやピート・シーガー、ハリー・ベラフォンテ、ジェフリー・ホールダー、スティーヴ・アール、スウィート・ハニー・イン・ザ・ロック、ピーター・ヤロー、トム・チェイピンらが参列し、タヴィス・スマイリーとジョーン・バエズが賛辞をビデオテープから送った。

## ディスコグラフィ

### スタジオ・アルバム
- The Tin Angel (1954年) ※オデッタ&ラリー名義
- 『シングス・バラード・アンド・ブルース』 - Odetta Sings Ballads and Blues (1956年、Tradition)
- At the Gate of Horn (1957年、Tradition)
- 『オデッタの芸術』 - My Eyes Have Seen (1959年、Vanguard) ※日本盤は『The Art Of Odetta』
- Ballad For Americans and Other American Ballads (1960年、Vanguard)
- Christmas Spirituals (1960年、Vanguard)
- Odetta and The Blues (1962年、Riverside)
- Sometimes I Feel Like Cryin'  (1962年、RCA Victor)
- One Grain of Sand (1963年、Vanguard)
- Odetta Sings Folk Songs (1963年、RCA Victor)
- It's a Mighty World (1964年、RCA Victor)
- Odetta Sings of Many Things (1964年、RCA Victor)
- 『オデッタ、ボブ・ディランを歌う』 - Odetta Sings Dylan (1965年、RCA Victor)
- Odetta (1967年)
- 『オデッタ・シングス』 - Odetta Sings (1970年、Polydor)
- Christmas Spirituals (1988年) ※新録盤
- Blues Everywhere I Go (1999年)
- Looking For a Home (2001年)

### ライブ・アルバム
- 『オデッタ・アット・カーネギー・ホール』 - Odetta at Carnegie Hall (1960年、Vanguard)
- 『アット・タウン・ホール』 - Town Hall (1962年、Vanguard)
- 『オデッタ・イン・ジャパン』 - Odetta in Japan (1966年、RCA)
- It's Impossible (1976年)
- Movin' It On (1987年)
- To Ella (1998年) ※『Odetta』『American Folk Pioneer』として再発あり
- Women in (E)motion (2002年)
- Gonna Let It Shine (2005年)
- 『ROLLING COCONUT REVUE JAPAN CONCERT』 - Rolling Coconut Revue Japan Concert 1977 (2020年) ※1977年録音 with ミミ・ファリーニャ

### コンピレーション・アルバム
- Odetta (1963年)
- The Best of Odetta (1967年)
- 『オデッタ・ゴールデン・アルバム』 - Odetta Golden Album (1967年)
- Odetta Sings The Blues (1968年、Riverside)
- The Essential Odetta (1973年) ※ライブ・コンピレーション
- 『心に生きる歌 / オデッタ・ベスト』 - Odetta Best (1978年、RCA)
- The Best of Odetta: Ballads and Blues (1994年)
- The Best of the Vanguard Years (1999年)
- Livin' with the Blues (2000年)
- Absolutely the Best (2000年)
- The Tradition Masters (2002年)
- Best of the M.C. Records Years 1999-2005 (2006年)
- Vanguard Visionaries (2007年)